# إيمانويل أوليساديبي
إيمانويل أوليساديبي (بالإنجليزية: Emmanuel Olisadebe) (بالبولندية: Emmanuel Olisadebe Pałka) مواليد 22 ديسمبر 1978 في واري، هو لاعب كرة قدم بولندي دولي سابق كان يلعب كمهاجم. اعتزل اللعب عام 2012. سبق له أن لعب في كأس العالم لكرة القدم مع منتخب بلاده. بدأ مسيرته الرياضية عام 1995. لعب خلال مسيرته 278 مباراة سجل خلالها 95 هدفاً.

## المسيرة الاحترافية

### أندية لعب لها
- بولونيا وارسو
- باناثينايكوس
- نادي بورتسموث
- سكودا زانثي
- نادي هينان جيان يي

## روابط خارجية
- إيمانويل أوليساديبي على موقع الاتحاد الدولي (مؤرشف)  (الإنجليزية)
- إيمانويل أوليساديبي على موقع قاعدة بيانات كرة القدم.إي يو (الإنجليزية)
- إيمانويل أوليساديبي على موقع ناشيونال فوتبول تيمز (الإنجليزية)
- إيمانويل أوليساديبي على موقع Soccerway.com (الإنجليزية)
- إيمانويل أوليساديبي على موقع عالم كرة القدم.نت (الإنجليزية)